# پاول داتسوک
پاول داتسوک (Па́вел Вале́рьевич Дацю́к؛ زادهٔ ۲۰ ژوئیهٔ ۱۹۷۸) بازیکن هاکی روی یخ اهل روسیه است.
وی همچنین برندهٔ جوایزی همچون جام استنلی، مدال طلا، و نشان دوستی شده‌است.